# Danske Slagterier
Danske Slagterier var en dansk brancheorganisation for slagterier, svineproducenter og virksomheder med tilknytning til slagteribranchen.
Organisationen blev grundlagt i 1983 ved en fusion af De samvirkende danske Andels-Svineslagterier (etableret 1897) og Privatslagteriernes Organisation (etableret 1932). Danske Slagterier varetog branchens interesser i forhold til såvel danske politikere som EU, ligesom organisationen ydede rådgivning om veterinær- og markedsaforhold samt svinesundhedstjeneste.
Danske Slagterier indgik i 2009 i Landbrug & Fødevarer, der blev dannet ved en fusion med Landbrugsraadet, Dansk Svineproduktion og Dansk Landbrug. Organisationens sidste formand var Bent Claudi Lassen. Tidligere folketingsmedlem Anne Birgitte Lundholt var fra 1997 til 2005 direktør for Danske Slagterier.
Danske Slagterier drev Slagteriernes Forskningsinstitut. Det blev i 2009 fusioneret ind i Teknologisk Institut.